# Ахабуллог
Ахабуллог (англ. Aghabullogue; ирл. Achadh Bolg)— деревня в Ирландии, находится в графстве Корк (провинция Манстер).
Святой Олан — покровитель местной общины.